# NGC 4761
NGC 4761 é uma galáxia elíptica (E) localizada na direcção da constelação de Virgo. Possui uma declinação de -09° 11' 51" e uma ascensão recta de 12 horas, 53 minutos e 09,7 segundos.
A galáxia NGC 4761 foi descoberta em 1882 por Ernst Wilhelm Leberecht Tempel.